# 430 km di Suzuka
La 430 km Suzuka è stata una corsa automobilistica di velocità in circuito valida per il Campionato mondiale sportprototipi dal 1989 al 1991.

## Albo d'oro
| Anno | Nome             | Piloti                           | Vettura  | Resoconto |
| ---- | ---------------- | -------------------------------- | -------- | --------- |
| 1989 | 480 km di Suzuka | Jean-Louis Schlesser Mauro Baldi | Sauber   | Resoconto |
| 1990 | 480 km di Suzuka | Jean-Louis Schlesser Mauro Baldi | Mercedes | Resoconto |
| 1991 | 430 km di Suzuka | Mauro Baldi Philippe Alliot      | Peugeot  | Resoconto |